# Стариков Пилип Никанорович
Стариков Пилип Никанорович (14 листопада 1896, с. Ново-Толмацька, Вятська губернія, Російська імперія — 2 листопада 1980, Москва, СРСР) — радянський генерал-лейтенант (1942), один з керівників оборони Ленінграда під час Другої світової війни.

## Біографія
Народився в селянській родині. Учасник Першої світової війни. У 1918 році вступив на службу до Червоної армії, учасник Громадянської війни в Росії. Після війни служив у Центральній Азії командиром загону, воював з басмачами. У 1928 році закінчив курси «Постріл». Пізніше командував стрілецьким полком і стрілецькою дивізією.

### Друга світова війна
Брав участь у радянсько-фінській війні на посаді командира 19-го стрілецького корпусу. За бої з фінами був нагороджений орденом Червоної Зірки. Із липня 1940 року служив в інспекції піхоти РСЧА.
З початком німецько-радянської війни був направлений на Північний (з 23 серпня 1941 року — Ленінградський) фронт. Командував Східною ділянкою Лузької оперативної групи, потім був заступником командувача 23-ї армії, заступником командувача 8-ї армії.
22 квітня 1942 року призначений командувачем 8-ї армії. На цій посаді перебував до кінця війни. Воював на Волховському, 3-му Прибалтійському та Ленінградському фронтах. Відзначився під час Моонзундської десантної операції 1944 року.

### Після війни
Після завершення бойових дій у 1945 році був призначений заступником командувача Московського військового округу. Потім викладав у Військовій академії Генерального штабу, у 1949—1951 і у 1953—1954 роках був заступником голови ЦК ДТСААФ СРСР. У 1951—1953 роках був працівником Ради міністрів СРСР. У 1954—1955 роках був начальником військової кафедри Московського інституту зовнішньої торгівлі. Із 1955 року — у запасі. Помер в Москві, там і похований.

## Військові звання
- Комбриг (1936)
- Генерал-майор (1940)
- Генерал-лейтенант (1942)

## Нагороди
Був нагороджений орденом Леніна (1945 — за вислугу років), трьома орденами Червоного Прапора (1938 — до 20-річчя РСЧА; 1944 — за вислугу років; 1949 — за вислугу років), орденом Суворова 1-го ступеня (1943), орденом Кутузова 1-го ступеня (1944), орденом Червоної Зірки (1940), медалями «XX років РСЧА» (1938), «За оборону Ленінграда» (1942), «За перемогу над Німеччиною» (1945) та ювілейними медалями.